# Saint-Bauld
Saint-Bauld – miejscowość i dawna gmina we Francji, w Regionie Centralnym, w departamencie Indre i Loara. W 2013 roku populacja ówczesnej gminy wynosiła 198 mieszkańców. 
W dniu 1 stycznia 2018 roku z połączenia dwóch ówczesnych gmin – Tauxigny oraz Saint-Bauld – utworzono nową gminę Tauxigny-Saint-Bauld. Siedzibą gminy została miejscowość Tauxigny.